# يهودا نبو
يهودا نبو יהודה נבו أو يهوذا نيفو (مواليد 1932 ؛ توفي  12 فبراير 1992) عالم آثار إسرائيلي.

## أبحاث
كان نبو مساهماً في مشروع النقب الأثري: الفترة العربية المبكرة. المستوطنة الريفية في النقب في القرنين السادس والثامن الميلادي، بإدارة معهد الآثار في الجامعة العبرية في القدس في إسرائيل. في عام 1981، اكتشف هو ومجموعته البحثية عدة مئات من النقوش الصخرية باللغة العربية في صحراء النقب في فلسطين، بالقرب من مستوطنة سد بوقر، كانت النقوش مكتوبة بخط كوفي بدائي. نشر يهودا نبو النتائج الأولى للمشروع المذكور في الندوة الدولية الثالثة: من الجاهلية إلى الإسلام (30. يونيو إلى 6 يوليو 1985): يهودا د. نبو: سد بوقر والنقب المركزي. من 7 إلى 8 م. نُشر العمل كمطبوعة خاصة للندوة. ثم نشر تفسيراته الإضافية للاكتشافات في سد بوقر في مقالته نحو ما قبل التاريخ للإسلام (1994).
تم نشر المزيد من النتائج مع كوهين Zemira Cohen وهفتمان Dalia Heftman في نقوش عربية قديمة من النقب. كانت الاكتشافات المنشورة من 1981-1982 و1986-1988 أساسًا للتشكيك في أصول الإسلام والتاريخ الإسلامي المبكر. ينتمي نيفو إلى المدرسة التنقيحية في الدراسات الإسلامية.
في كتابه " مفترق طرق الإسلام: أصول الدين العربي والدولة العربية" ، الذي كتبه مع أمين المكتبية كورين Judith Koren، يقدم نظرية حول أصول وتطور الدولة الإسلامية والدين الإسلامي. وهو يشك بشكل أساسي في تاريخ التقاليد الإسلامية الكلاسيكية حول الأيام الأولى للإسلام. في رأيه، كان العرب لا يزالون وثنيين عندما احتلوا الشرق الأوسط. لقد تبنوا التوحيد اليهودي المسيحي للشعوب التي غزوها، وشكلوا فيما بعد ديانة مستقلة عنها. بهذه الطريقة، يعتقد أن القصص عن محمد والقرآن غير صحيحة تمامًا. هذا التشكيك القوي أدى إلى انتقادات عنيفة من المؤرخين الآخرين.
كما نشر بعض أعماله في البحث عن محمد التاريخي، ، الذي حرره ابن وراق.
في كتاب «البدايات المظلمة» ، الذي حرره كارل هاينز أوليغ، استمرت مقاربات نيفو.

## نقد أبحاث نبو
في مراجعة لكتاب النقوش العربية القديمة من النقب، كشف المستشرق الألماني ديم Werner Diem عن العديد من أخطاء النسخ وانتقد ترجمة الكلمات الفردية؛ وهو يعتقد أنه «على الرغم من بعض أوجه القصور اللغوية، فإن المجلد يمثل مساهمة كبيرة في مجال فن الكتابة العربية المبكرة بمواد جديدة مهمة تتعلق بالنقش والرسم الإملائي واللغة». في الوقت نفسه، يشير ديم إلى أن بعض آيات القرآن لم يتم التعرف عليها في النقوش كتلك التي كان يجب تلخيصها في توافق، لأنه: «إذا تم تحديد جميع الاقتباسات والمراجع القرآنية من قبل المحررين وجمعها بالتوافق، ربما كان حكم نيفو حول عدد تعابير القرآن في النقوش مختلفًا.» 

## أعمال
- مفترق طرق الإسلام: أصول الدين العربي والدولة العربية ، يهودا د. نبو وجوديث كورين، بروميثيوس بوكس، أمهيرست، نيويورك، 2003، ردمك 1-59102-083-2
- نقوش عربية قديمة من النقب ، حرره يهودا د. نبو، زميرا كوهين، داليا حفتمان، IPS ، النقب، إسرائيل، 1993، ردمك 965-435-001-7
- الوثنيون والرعاة: إعادة فحص أنظمة الجريان السطحي للنقب في الفترات البيزنطية والعربية المبكرة ، يهودا د. نبو، IPS ، النقب، إسرائيل، 1991، ردمك 965-435-000-9
- نحو عصور ما قبل الإسلام. في: دراسات القدس باللغة العربية والإسلام. 17: 108-141 (1994)

## هوامش
1. ↑  Printed by Israel Publications Services. Jerusalem 1985. 51 Seiten mit zahlreichen Abbildungen.
2. ↑  In: Jerusalem Studies in Arabic and Islam 19 (1995), S. 287
3. ↑  In: Jerusalem Studies in Arabic and Islam 19 (1995), S. 286